# Com o Diabo no Corpo
Com o Diabo no Corpo é um filme brasileiro de 1952, dirigido por Mario del Río, a partir do roteiro de Alinor Azevedo, com produção da Flama Filmes e tendo Moacyr Fenelon como seu produtor. Nos papeis centrais estão Luís Delfino, Alice Miranda, Murilo Néri e Carlos Cotrim. Trilha sonora de Lindolfo Gaya. Os números musicais foram cantados por Ângela Maria, Jorge Goulart e Dóris Monteiro.

## Elenco[2]
| Ator/Atriz       | Personagem             |
| ---------------- | ---------------------- |
| Luís Delfino     | João da Silva Silvares |
| Alice Miranda    | Matilde                |
| Patrícia Lacerda | Sônia                  |
| Murilo Néri      | Júlio                  |
| Carlos Cotrim    | Dr. Castilho           |
| Zizinha Macedo   | Dona Laura             |
| Jacy de Oliveira | Maria                  |
| Magda Maria      | Senhora Curvelo        |